# OICW
L'Objective Individual Combat Weapon o XM 29 OICW era un progetto per un sistema d'arma che doveva essere basato su un fucile di nuova generazione. Il progetto non ha mai superato la fase di prototipo. L'acronimo OICW viene spesso usato per indicare tutto il programma, fucile XM29 compreso.
È stato avviato in seguito all'Advanced Combat Rifle (o ACR) negli anni '80. Come il programma ACR, è stato un fallimento costato milioni e milioni di dollari, ma ha avuto il merito di introdurre concetti e tecnologie innovative a cui si farà riferimento per i successivi progetti.

## Sviluppo
L'idea centrale era quella di creare un fucile che riuscisse a colpire l'obiettivo anche se protetto dietro a ripari, utilizzando la combinazione di un fucile d'assalto e di un lancia-granate con munizioni di piccole dimensioni supportato dalle moderne (per allora) tecnologie informatiche che avrebbero sparato granate automaticamente impostate per esplodere vicino all'obiettivo puntato, quindi potendo colpire anche lì dove il fucile non arrivava.
Il vincitore del primo concorso per il progetto fu l'Heckler & Koch con l'XM29 OICW. Questo progetto era fatto da un fucile con montato un lancia-granate con munizionamento da 20 mm airburst (che deflagrano in aria), programmate per esplodere precisamente vicino all'obiettivo, grazie ad una centralina di tiro posta sopra l'arma. 

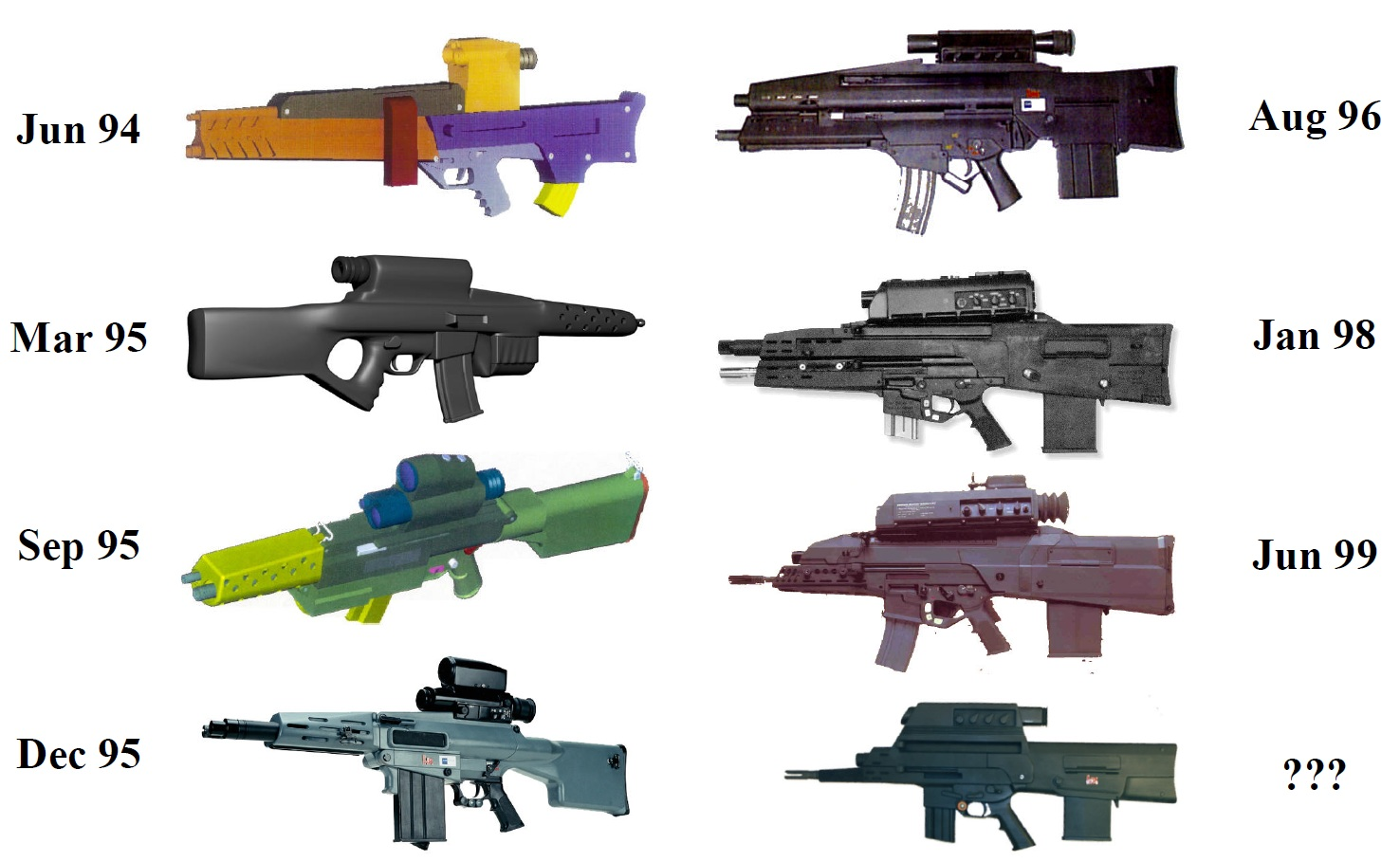
Lo sviluppo dell'OICW dal 1994 al 1999

Verso l'inizio del 2000, l'arma aveva raggiunto un design definitivo. Aveva, tuttavia, seri problemi: era in sostanza troppo pesante, e la granata da 20 mm troppo leggera. L'arma, inoltre, era troppo grande per essere gestita efficacemente da un singolo militare, e per contenere il peso, le prestazioni del fucile 5,56 mm su cui era montato il sistema d'arma furono sacrificate. Ciò ha portato l'esercito americano a bloccare il programma.
A causa di questo annullamento, nel 2004, il programma è stato diviso in tre parti: OICW 1 è un programma per sviluppare una nuova famiglia di armi leggere, OICW 2 è un programma per sviluppare un lanciagranate con munizionamento Airburst, e OICW 3 è un programma che dovrebbe in futuro unire gli sviluppi degli altri due programmi. L'XM8 è stato sviluppato nel tentativo di soddisfare i requisiti del programma 1, mentre per i requisiti del programma 2 è stato sviluppato l'XM25, un lanciagranate a munizionamento Airburst 25X40 mm.
Per quanto riguarda gli sviluppi di questi progetti, l'XM8 è stato annullato nell'ottobre 2005, per la seguente motivazione: 
(Tratto dai documenti ufficiali dell'US Army.)
In sintesi, l'esercito americano aveva fatto una rivalutazione delle sue priorità di spesa per le armi di piccolo calibro, in base anche ad altri elementi che erano emersi durante le operazioni Enduring Freedom e Iraqi Freedom e ai risultati che emergeranno da studi in via di completamento.
L'XM25, che dovrebbe rispondere al progetto OICW 2, è ancora in fase di sviluppo. L'OICW 3 infine, non potrà partire (se mai partirà) finché i progetti OICW 1 e 2 non saranno completati.

## L'OICW nella cultura di massa
- In ambito videoludico, l'OICW compare nei videogiochi Tom Clancy's Ghost Recon 2, in Far Cry, in Eternal Darkness: Sanity's Requiem, in una versione alpha di Half-Life 2, in Soldier of Fortune II: Double Helix e in Insurgency: Sandstorm[3]